# Queer Studies
Queer Studies bezeichnet ein interdisziplinäres kulturwissenschaftliches Fachgebiet, das sexuelle Identitäten erforscht. Aufbauend auf den Annahmen der Queer-Theorie zielen die Queer Studies auf die konkrete Anwendung queerer Theoriebildung in einzelnen wissenschaftlichen Fächern, wobei die Untersuchungen an die Eigenschaften und Strukturen der jeweiligen Disziplin angepasst werden. Das Forschungsfeld umfasst als wichtigste Bereiche Literaturtheorie, Politikwissenschaft, Geschichtswissenschaft, Soziologie, Philosophie und Psychologie, daneben aber auch andere wissenschaftliche Disziplinen.

## Geschichte
Die Queer Studies entwickelten sich seit Ende der 1980er-Jahre in den USA aus den Gay and Lesbian Studies (schwul-lesbische Studien), weiteten aber deren eingeschränkte Perspektive auf Homosexualität auf alle Arten von Sexualität und sexuellem Begehren aus (etwa Bisexualität, BDSM und andere). Während zunächst hauptsächlich sexuelle Orientierungen untersucht wurden, die von der Heterosexualität abweichen, wird seit einigen Jahren auch die Heterosexualität selbst verstärkt thematisiert.
Im Unterschied zu den Gay and Lesbian Studies, die Homosexualität und Heterosexualität als feste sexuelle Identitäten begreifen und voneinander abgrenzen, üben die Queer Studies Kritik an festen Identitätszuschreibungen im Bereich der Sexualität und des Geschlechts. Gemäß ihrer theoretischen Fundierung in der Queer-Theorie zielen Queer Studies auf die Dekonstruktion von Identitäten. Hierbei wird auch gefragt, wie Dekonstruktion zu einer queeren Forschungsmethode in den Geisteswissenschaften und den Sozialwissenschaften wird. Queer Studies analysieren, wie in den verschiedenen Lebensbereichen und Wissenschaftsgebieten Identitäten durch kulturelle und soziale Prozesse konstruiert werden, welche diskursiven und politischen Effekte diese Konstruktionen auslösen und wie (vor allem in kulturellen Phänomenen wie etwa der Literatur) solche festen Identitäten unterlaufen werden können. Im Mittelpunkt der Forschung steht dabei häufig, wie die Konstruktion von Zweigeschlechtlichkeit und Heterosexualität die Machtverhältnisse in einem patriarchalischen Gesellschaftssystem stützt.

## Gegenwart
Im angloamerikanischen Raum konnten sich die Queer Studies im Laufe der 1990er-Jahre an vielen Universitäten als eigenständiges Fach etablieren und gehören gegenwärtig zu den produktivsten Forschungsrichtungen mit hunderten von Monografien und Aufsätzen, einer Reihe bedeutender Forschungszentren und der Fachzeitschrift GLQ. A Journal of Gay and Lesbian Studies.
Im deutschsprachigen Raum finden die Queer Studies wenig Beachtung, es gibt heute keine etablierte akademische Institution, die sich allein den Queer Studies widmet. Im Juli 2021 meint Joke Janssen („Dozent_ für Gender und Queer Studies“): „Queer Studies als Studiengang gibt es meines Wissens nur noch in Köln.“
Zumeist sind queere Forschungsprojekte zusammen mit den Gender Studies in interdisziplinären Zentren organisiert, etwa das Zentrum für transdisziplinäre Geschlechterstudien der Humboldt-Universität zu Berlin, das Interdisziplinäre Zentrum für Frauen- und Geschlechterforschung der Universität Greifswald und ähnliche Einrichtungen der Universitäten in Bremen, Marburg und andernorts.